# Elecciones legislativas de Argentina de 1999
Las elecciones legislativas de Argentina de 1999 tuvieron lugar el domingo 24 de octubre del mencionado año en diecinueve de los veinticuatro distritos (otros cinco distritos realizaron sus elecciones en desfase con la fecha nacional, el 8 de agosto, el 12 de septiembre, y el 26 de octubre), al mismo tiempo que las elecciones presidenciales, con el objetivo de renovar 130 de las 257 bancas de la Cámara de Diputados, cámara baja del Congreso de la Nación Argentina, para el período 1999-2003. Fueron las últimas elecciones bajo el gobierno del justicialista Carlos Menem, y la última elección legislativa argentina que no estuvo acompañada por una renovación senatorial.
En medio de una creciente y aguda crisis económica, y del mismo modo que en las anteriores elecciones, la Alianza para el Trabajo, la Justicia y la Educación o simplemente La Alianza (compuesta por la Unión Cívica Radical y el Frente País Solidario) obtuvo un resonante triunfo con el 45,89% de los votos y 66 de las 130 bancas en disputa, consagrando la elección del radical Fernando de la Rúa como presidente. El oficialista Partido Justicialista (PJ) se vio por segunda vez consecutiva derrotado en las urnas y recibió el 38,63% y 51 escaños. La lista Acción por la República (AR), liderada por Domingo Cavallo, consiguió incrementar sus apoyos en detrimento del menemismo y alcanzó un 8,12% de los votos y 9 bancas. De este modo, la Alianza tomó el control relativo de la Cámara de Diputados con una mayoría simple de 131 aliancistas sobre 257, contra 103 diputados del PJ, 12 de Acción por la República. La participación electoral fue del 82,27%, un notorio incremento con respecto a las anteriores elecciones.
A pesar de su victoria, la mayoría de la Alianza comenzaría a decaer rápidamente debido a las fricciones durante el gobierno de Fernando de la Rúa, que comenzó a aplicar infructuosas y controvertidas medidas de ajuste para combatir la crisis económica y a apoyarse en pactos con fuerzas de carácter liberal en el Congreso. El caos económico y político subsiguiente acabarían desencadenando la crisis de diciembre de 2001 que llevaría al colapso de la Alianza y la renuncia de De la Rúa.

## Cargos a elegir
| Provincia              | Fecha                    | Bancas totales | A renovar |
| ---------------------- | ------------------------ | -------------- | --------- |
| Buenos Aires           | 24 de octubre de 1999    | 70             | 35        |
| Ciudad de Buenos Aires | 24 de octubre de 1999    | 25             | 12        |
| Catamarca              | 24 de octubre de 1999    | 5              | 2         |
| Chaco                  | 24 de octubre de 1999    | 7              | 3         |
| Chubut                 | 24 de octubre de 1999    | 5              | 3         |
| Córdoba                | 24 de octubre de 1999    | 18             | 9         |
| Corrientes             | 24 de octubre de 1999    | 7              | 4         |
| Entre Ríos             | 24 de octubre de 1999    | 9              | 4         |
| Formosa                | 24 de octubre de 1999    | 5              | 3         |
| Jujuy                  | 24 de octubre de 1999    | 6              | 3         |
| La Pampa               | 24 de octubre de 1999    | 5              | 2         |
| La Rioja               | 12 de septiembre de 1999 | 5              | 3         |
| Mendoza                | 24 de octubre de 1999    | 10             | 5         |
| Misiones               | 12 de septiembre de 1999 | 7              | 4         |
| Neuquén                | 26 de septiembre de 1999 | 5              | 2         |
| Río Negro              | 24 de octubre de 1999    | 5              | 3         |
| Salta                  | 24 de octubre de 1999    | 7              | 4         |
| San Juan               | 24 de octubre de 1999    | 6              | 3         |
| San Luis               | 12 de septiembre de 1999 | 5              | 2         |
| Santa Cruz             | 24 de octubre de 1999    | 5              | 2         |
| Santa Fe               | 24 de octubre de 1999    | 19             | 10        |
| Santiago del Estero    | 24 de octubre de 1999    | 7              | 4         |
| Tierra del Fuego       | 8 de agosto de 1999      | 5              | 3         |
| Tucumán                | 24 de octubre de 1999    | 9              | 5         |
| Total                  | Total                    | 257            | 130       |

## Antecedentes
Para las elecciones legislativas de 1997, las principales fuerzas de oposición al gobierno de Carlos Menem, del Partido Justicialista (PJ), que eran el rival histórico del justicialismo, la Unión Cívica Radical (UCR) y la confederación de partidos de centroizquierda Frente País Solidario (FREPASO), fundaron la Alianza para el Trabajo, la Justicia y la Educación (denominada simplemente La Alianza) aunque esta no llegó a configurarse en todos los distritos a tiempo. Sin embargo, el PJ llegó a las elecciones desgastado por una década de dominación política y por el gobierno de Menem, envuelto en una serie de escándalos de corrupción; que provocaron además deserciones importantes en su gobierno, como la de su ministro de Economía Domingo Cavallo; y con su popularidad en declive por el alto desempleo y la desocupación. A pesar de que las políticas de Menem habían frenado la inflación, en especial la Ley de Convertibilidad del Austral de 1991 que establecía la paridad entre el peso argentino y el dólar estadounidense y que era considerado el principal aliciente para la prosperidad relativa durante su mandato, el rechazo público a su figura le costó al PJ su mayoría en la Cámara de Diputados en contra de la Alianza, que logró imponerse incluso en distritos donde se presentó dividida.
A partir de 1998, sin embargo, otros motivos conducirían a una inminente derrota justicialista de cara a las siguientes elecciones presidenciales, que se realizarían al mismo tiempo que la renovación legislativa de 1999. Además del desempleo, que para 1998 ya era del 18.6%, una cifra récord en la historia argentina, los aspectos negativos de la Convertibilidad comenzaron a afectar la economía del país. Inicialmente, el gobierno de Menem había sostenido la paridad mediante la privatización masiva de empresas estatales y de fondos jubilatorios y de pensión, pero a partir de la segunda mitad de la década de 1990, la Convertibilidad solo podía sostenerse mediante la toma de una deuda externa cada vez mayor, provocando una recesión económica severa. Argentina finalizaría el año 1999 con una caída del PBI de alrededor de 3.4 puntos porcentuales respecto al año anterior. A pesar de que se mostraba necesario poner fin a la Convertibilidad e iniciar una devaluación, como la que estaban llevando a cabo varios países en todo el mundo (entre ellos el principal socio comercial del país, Brasil), tanto el PJ como la Alianza se declararon a favor de mantener la paridad a toda costa.
La actitud de Menem ante las inminentes elecciones tampoco ayudaron a evitar un desplome para su partido. Durante 1998 y principios de 1999, el presidente saliente buscó por varios medios posicionarse para que el Congreso aboliera la cláusula retroactiva de la reforma constitucional de 1994 (la que le había permitido la reelección), para que su primer mandato no contara como tal y él pudiera volver a presentarse a una segunda reelección. El escenario, además de ser tajantemente rechazado por todos los partidos opositores, no contaba con el apoyo de varios sectores justicialistas, muchos de los cuales eran también críticos con las políticas de Menem por haberse desvirtuado de las doctrinas oficiales del partido. Fundado en 1947, el PJ había gobernado previamente bajo Juan Domingo Perón con una plataforma por lo general estatista, en total contraste con la política neoliberal impulsada por Menem. A principios de 1999, la idea de la "re-reelección" perdió todo peso y Menem debió retirarse en favor de Eduardo Duhalde, gobernador de la provincia de Buenos Aires y peronista más tradicional, que sin embargo debía afrontar la candidatura gubernativa de la popular frepasista Graciela Fernández Meijide contra su aliado, el vicepresidente saliente Carlos Ruckauf, cuando hasta entonces el justicialismo gobernaba hegemónicamente la provincia.

## Reglas electorales
Las reglas electorales fundamentales que rigieron la elección legislativa fueron establecidas en el texto constitucional entonces vigente (Reforma constitucional de 1994). Con respecto a los cargos a elegir, se disponía lo siguiente:
- La Cámara de Diputados de la Nación Argentina está compuesta por representantes del pueblo de las provincias y la Capital. El número de representantes (denominados diputados) es de uno por cada treinta y tres mil habitantes o fracción que no baje de los dieciséis mil quinientos. Después de que se realice cada censo nacional, el Congreso puede fijar la representación incrementándola según los cambios demográficos, pero no disminuyéndola.
- Con la composición actual, la Cámara alcanza los 257 escaños.
- La Cámara se renueva escalonadamente por mitad cada bienio. Bajo este sistema, 130 bancas se renuevan en conjunto con la elección presidencial, y 127 en la mitad del período presidencial vigente.
- El mandato de los diputados es de cuatro años reelegibles.

Las principales reglas electorales para la elección legislativa fueron:
- Representación proporcional mediante sistema d'Hondt por listas cerradas en distritos plurinominales basados en las veintitrés provincias, y la Capital Federal.
- No participan en la asignación de cargos las listas que no logren un mínimo del 3% del padrón electoral del distrito.
- Un mínimo de cinco diputados por cada provincia y la Capital Federal.

## Resultados
La primera de las elecciones tuvo lugar el 8 de agosto en Tierra del Fuego, Antártida e Islas del Atlántico Sur. Sorpresivamente, ninguna de las tres fuerzas principales de la provincia, la Alianza (bajo el lema Frente Cívico y Social), el PJ, o el Movimiento Popular Fueguino (MOPOF), logró imponerse y ganó por estrecho margen Acción por la República, con Marcelo Dagan como cabeza de lista, ante el Frente y el PJ. Sin embargo, la pelea fue a tres bandas, con ninguna de las tres listas más votadas superando el 30% de los votos, y por lo tanto hubo 1 diputado para cada una. Omar Fernández Arroyo, presidente del partido en Tierra del Fuego, declaró mostrarse sorprendido ante el escrutinio, por tratarse del segundo desafío electoral que Acción por la República enfrentaba en dicha provincia, y agradeció al pueblo fueguino por el apoyo. Fue la segunda derrota electoral del MOPOF en cuarenta días, luego de perder las elecciones provinciales, en las cuales Acción por la República no presentó candidaturas. Los principales motivos para la derrota del MOPOF, que no consiguió bancas, fueron la feroz crisis que sufría la provincia bajo el gobierno de José Arturo Estabillo. Ante el resultado, el propio Cavallo ofreció una conferencia con militantes y principales dirigentes de Acción por la República en Capital Federal para celebrar la victoria del partido en el sur.
El 12 de septiembre se realizó la renovación en La Rioja, Misiones y San Luis. En la primera, sin muchas sorpresas por tratarse de la provincia natal de Menem y donde inició su carrera y su hegemonía política, el justicialismo obtuvo el 68,98% de los votos y 2 de las 3 bancas en disputa, contra un 31,02% y el escaños restante obtenido por la Alianza, sin que hubiera otras listas compitiendo. La oposición riojana solo superó el 40% de los votos en el Departamento Rosario Vera Peñaloza. En Misiones triunfó también la lista justicialista con el 53.87% de los votos contra el 45.68% de la Alianza y el 0.45% del Partido Comunista, sin que otras listas se presentaran, y la Alianza y el PJ obtuvieron dos escaños cada uno. La sorpresa se dio en la provincia de San Luis, un bastión tradicional del justicialismo en el que Adolfo Rodríguez Saá gobernaba desde la recuperación de la democracia sin límite de mandatos. La Alianza obtuvo el 44,62% y triunfó por cuatro puntos contra el Frente Justicialista local, que obtuvo poco más del 40% de los votos obteniendo ambas fuerzas una banca cada una, aunque el voto en blanco o anulado superó el 10% de los votos emitidos. De todas formas, Rodríguez Saá obtuvo un cuarto mandato por holgado margen.
Las últimas elecciones desfasadas de la fecha de las presidenciales fueron las de Neuquén. El Movimiento Popular Neuquino (MPN), partido provincial hegemónico desde 1962, triunfó holgadamente obteniendo el 43,67% de los votos contra el 36,31% de la Alianza y un magro 16,21% para el justicialismo. El MPN fue la lista legislativa más votada en todos los departamentos, menos en Confluencia, donde se impuso la Alianza, y ambos recibieron un escaño cada uno. Jorge Sobisch fue elegido como gobernador neuquino por un margen relativamente estrecho, de tan solo siete puntos de diferencia con la Alianza, pero logrando preservar la hegemonía del MPN por otro período. Sin embargo, el resultado fue un desastre electoral para el MPN debido a que era lo más cerca que estaba de perder desde su fundación. Antes de la elección, Sobisch había declarado que ganaría por 30 puntos, algo que finalmente no se dio. La Alianza obtuvo la victoria en la capital provincial con Horacio "Pechi" Quiroga como candidato, la primera derrota del MPN en las municipales capitalinas. Se consideró el viraje contrario al MPN como un golpe para la candidatura presidencial de Duhalde, ya que el partido provincial apoyaba a la lista justicialista en la elección presidencial.
Siguiendo la expectativa de un amplio triunfo para De la Rúa, el resto de la renovación, que tuvo lugar al mismo tiempo que la elección presidencial el 24 de octubre, vio a la Alianza obtener un segundo triunfo amplio en prácticamente todos los distritos. La decisión de dos tercios de los gobernadores peronistas (10 de 15) de desfasar las elecciones provinciales de la elección general nacional evitó en gran medida que la Alianza obtuviera potenciales triunfos gubernativos, aunque logró recuperar dos de las provincias que el radicalismo había gobernado y perdido entre 1983 y 1987 (Entre Ríos y Mendoza), además de ganar en San Juan apoyado al partido provincial Cruzada Renovadora, y retener Río Negro, Chubut y Chaco. La irrupción de Acción por la República (AR) hizo que la Alianza perdiera algunos votos, y su pacto con Carlos Ruckauf en la provincia de Buenos Aires precipitó la derrota sorpresiva de Graciela Fernández Meijide, manteniendo la hegemonía justicialista sobre el distrito bonaerense.
|  | 38,95 % |

|  | 1,56 % |

|  | 1,38 % |

|  | 1,08 % |

|  | 0,99 % |

|  | 0,86 % |

|  | 0,46 % |

|  | 0,37 % |

|  | 0,07 % |

|  | 0,05 % |

|  | 0,04 % |

|  | 0,03 % |

|  | 0,02 % |

|  | 45,89 % |

|  | 16,01 % |

|  | 5,78 % |

|  | 3,65 % |

|  | 3,36 % |

|  | 1,56 % |

|  | 1,21 % |

|  | 0,92 % |

|  | 0,81 % |

|  | 0,62 % |

|  | 0,62 % |

|  | 0,54 % |

|  | 0,53 % |

|  | 0,53 % |

|  | 0,51 % |

|  | 0,36 % |

|  | 0,36 % |

|  | 0,31 % |

|  | 0,25 % |

|  | 0,21 % |

|  | 0,12 % |

|  | 0,11 % |

|  | 0,09 % |

|  | 0,07 % |

|  | 0,05 % |

|  | 0,03 % |

|  | 0,03 % |

|  | 0,01 % |

|  | 38,63 % |

|  | 4,59 % |

|  | 2,24 % |

|  | 0,47 % |

|  | 0,39 % |

|  | 0,18 % |

|  | 0,12 % |

|  | 0,12 % |

|  | 8,12 % |

|  | 1,57 % |

|  | 1,27 % |

|  | 0,77 % |

|  | 0,01 % |

|  | 0,78 % |

|  | 0,70 % |

|  | 0,07 % |

|  | 0,04 % |

|  | 0,81 % |

|  | 0,59 % |

|  | 0,01 % |

|  | 0,60 % |

|  | 0,54 % |

|  | 0,48 % |

|  | 0,14 % |

|  | 0,10 % |

|  | 0,01 % |

|  | 0,25 % |

|  | 0,16 % |

|  | 0,04 % |

|  | 0,03 % |

|  | 0,23 % |

|  | 0,19 % |

|  | 0,13 % |

|  | 0,11 % |

|  | 0,07 % |

|  | 0,06 % |

|  | 0,04 % |

|  | 0,03 % |

|  | 0,01 % |

|  | 0,04 % |

|  | 0,03 % |

|  | 0,03 % |

|  | 0,03 % |

|  | 0,02 % |

|  | 0,02 % |

|  | 0,02 % |

|  | 0,02 % |

|  | 0,01 % |

|  | 0,01 % |

|  | 0,01 % |

|  | 0,01 % |

|  | 0,00 % |

|  | 93,37 % |

|  | 5,66 % |

|  | 0,97 % |

|  | 82,27 % |

|  | 100 % |

## Resultados por provincia

### Cámara de Diputados
|  | 43,30 % |

|  | 36,69 % |

|  | 4,99 % |

|  | 41,68 % |

|  | 7,19 % |

|  | 4,08 % |

|  | 0,92 % |

|  | 0,79 % |

|  | 0,69 % |

|  | 0,32 % |

|  | 0,31 % |

|  | 0,29 % |

|  | 0,28 % |

|  | 0,16 % |

|  | 92,68 % |

|  | 6,56 % |

|  | 0,75 % |

|  | 84,93 % |

|  | 100 % |

|  | 52,39 % |

|  | 17,75 % |

|  | 9,18 % |

|  | 5,02 % |

|  | 2,79 % |

|  | 2,34 % |

|  | 1,98 % |

|  | 1,95 % |

|  | 1,92 % |

|  | 1,21 % |

|  | 1,08 % |

|  | 0,95 % |

|  | 0,46 % |

|  | 0,40 % |

|  | 0,29 % |

|  | 0,28 % |

|  | 95,39 % |

|  | 3,15 % |

|  | 1,46 % |

|  | 81,28 % |

|  | 100 % |

|  | 45,40 % |

|  | 43,74 % |

|  | 8,53 % |

|  | 0,94 % |

|  | 0,59 % |

|  | 0,48 % |

|  | 0,31 % |

|  | 93,41 % |

|  | 6,00 % |

|  | 0,59 % |

|  | 81,44 % |

|  | 100 % |

|  | 58,60 % |

|  | 34,55 % |

|  | 5,16 % |

|  | 0,73 % |

|  | 0,54 % |

|  | 0,42 % |

|  | 93,66 % |

|  | 6,22 % |

|  | 0,12 % |

|  | 77,36 % |

|  | 100 % |

|  | 60,74 % |

|  | 31,53 % |

|  | 5,68 % |

|  | 1,17 % |

|  | 0,88 % |

|  | 84,79 % |

|  | 14,20 % |

|  | 1,01 % |

|  | 81,21 % |

|  | 100 % |

|  | 45,48 % |

|  | 24,58 % |

|  | 8,70 % |

|  | 7,27 % |

|  | 40,55 % |

|  | 10,22 % |

|  | 0,75 % |

|  | 0,64 % |

|  | 0,62 % |

|  | 0,58 % |

|  | 0,40 % |

|  | 0,28 % |

|  | 0,26 % |

|  | 0,23 % |

|  | 95,39 % |

|  | 3,36 % |

|  | 1,26 % |

|  | 82,45 % |

|  | 100 % |

|  | 27,30 % |

|  | 18,83 % |

|  | 4,26 % |

|  | 2,21 % |

|  | 25,29 % |

|  | 10,99 % |

|  | 8,30 % |

|  | 0,85 % |

|  | 20,14 % |

|  | 18,75 % |

|  | 5,33 % |

|  | 2,08 % |

|  | 0,58 % |

|  | 0,28 % |

|  | 0,26 % |

|  | 95,87 % |

|  | 3,34 % |

|  | 0,79 % |

|  | 77,96 % |

|  | 100 % |

|  | 49,67 % |

|  | 45,74 % |

|  | 3,43 % |

|  | 0,49 % |

|  | 0,40 % |

|  | 0,27 % |

|  | 94,08 % |

|  | 5,53 % |

|  | 0,38 % |

|  | 86,33 % |

|  | 100 % |

|  | 40,94 % |

|  | 8,41 % |

|  | 0,47 % |

|  | 49,82 % |

|  | 48,65 % |

|  | 0,93 % |

|  | 0,61 % |

|  | 92,89 % |

|  | 6,54 % |

|  | 0,57 % |

|  | 73,86 % |

|  | 100 % |

|  | 49,33 % |

|  | 45,68 % |

|  | 3,18 % |

|  | 1,24 % |

|  | 0,35 % |

|  | 0,22 % |

|  | 85,52 % |

|  | 13,83 % |

|  | 0,65 % |

|  | 80,42 % |

|  | 100 % |

|  | 47,84 % |

|  | 47,63 % |

|  | 3,29 % |

|  | 0,70 % |

|  | 0,55 % |

|  | 91,24 % |

|  | 8,19 % |

|  | 0,57 % |

|  | 87,99 % |

|  | 100 % |

|  | 68,98 % |

|  | 31,02 % |

|  | 92,13 % |

|  | 7,41 % |

|  | 0,47 % |

|  | 79,07 % |

|  | 100 % |

|  | 38,27 % |

|  | 21,59 % |

|  | 8,46 % |

|  | 30,05 % |

|  | 29,80 % |

|  | 0,67 % |

|  | 0,62 % |

|  | 0,59 % |

|  | 92,74 % |

|  | 6,21 % |

|  | 1,05 % |

|  | 83,95 % |

|  | 100 % |

|  | 53,87 % |

|  | 45,68 % |

|  | 0,45 % |

|  | 97,11 % |

|  | 2,41 % |

|  | 0,48 % |

|  | 78,93 % |

|  | 100 % |

|  | 43,67 % |

|  | 36,31 % |

|  | 16,21 % |

|  | 1,19 % |

|  | 1,05 % |

|  | 0,91 % |

|  | 0,66 % |

|  | 89,99 % |

|  | 8,77 % |

|  | 1,25 % |

|  | 81,11 % |

|  | 100 % |

|  | 52,38 % |

|  | 25,67 % |

|  | 14,40 % |

|  | 3,18 % |

|  | 1,76 % |

|  | 1,05 % |

|  | 0,86 % |

|  | 0,70 % |

|  | 88,40 % |

|  | 9,88 % |

|  | 1,72 % |

|  | 82,32 % |

|  | 100 % |

|  | 44,94 % |

|  | 42,33 % |

|  | 4,86 % |

|  | 4,49 % |

|  | 1,33 % |

|  | 0,78 % |

|  | 0,70 % |

|  | 0,36 % |

|  | 0,23 % |

|  | 95,72 % |

|  | 3,45 % |

|  | 0,84 % |

|  | 76,02 % |

|  | 100 % |

|  | 51,92 % |

|  | 32,44 % |

|  | 14,67 % |

|  | 0,53 % |

|  | 0,43 % |

|  | 95,52 % |

|  | 3,53 % |

|  | 0,95 % |

|  | 83,17 % |

|  | 100 % |

|  | 44,62 % |

|  | 40,30 % |

|  | 14,29 % |

|  | 0,79 % |

|  | 89,47 % |

|  | 10,01 % |

|  | 0,52 % |

|  | 80,27 % |

|  | 100 % |

|  | 45,85 % |

|  | 45,58 % |

|  | 5,90 % |

|  | 1,73 % |

|  | 0,94 % |

|  | 89,26 % |

|  | 9,29 % |

|  | 1,45 % |

|  | 81,06 % |

|  | 100 % |

|  | 34,82 % |

|  | 32,64 % |

|  | 17,50 % |

|  | 7,35 % |

|  | 4,42 % |

|  | 0,97 % |

|  | 0,67 % |

|  | 0,59 % |

|  | 0,34 % |

|  | 0,27 % |

|  | 0,21 % |

|  | 0,20 % |

|  | 0,02 % |

|  | 94,54 % |

|  | 4,71 % |

|  | 0,75 % |

|  | 81,85 % |

|  | 100 % |

|  | 34,35 % |

|  | 34,24 % |

|  | 17,13 % |

|  | 6,14 % |

|  | 4,96 % |

|  | 2,61 % |

|  | 0,36 % |

|  | 0,21 % |

|  | 96,48 % |

|  | 2,94 % |

|  | 0,58 % |

|  | 72,22 % |

|  | 100 % |

|  | 29,26 % |

|  | 25,76 % |

|  | 24,60 % |

|  | 11,62 % |

|  | 5,31 % |

|  | 3,45 % |

|  | 89,03 % |

|  | 5,82 % |

|  | 5,15 % |

|  | 68,59 % |

|  | 100 % |

|  | 41,49 % |

|  | 32,70 % |

|  | 17,68 % |

|  | 6,05 % |

|  | 0,69 % |

|  | 0,68 % |

|  | 0,43 % |

|  | 0,27 % |

|  | 89,76 % |

|  | 6,43 % |

|  | 3,81 % |

|  | 75,91 % |

|  | 100 % |

1. ↑  Renunció el 24 de febrero de 2000, lo reemplaza Alberto Nicolás Briozzo el 24 de febrero de 2000.
2. ↑  Renunció el 30 de abril de 2001, lo reemplaza Miguel Ángel Mastrogiacomo el 2 de mayo de 2001.
3. ↑  Renunció el 7 de marzo de 2001, lo reemplaza Oscar Roberto González el 7 de marzo de 2001.
4. ↑  Renunció el 1 de noviembre de 2000, lo reemplaza Graciela Gastañaga el 1 de noviembre de 2000.
5. ↑  Expulsada el 10 de abril de 2002, la reemplaza Lisandro Mauricio Sejas el 9 de mayo de 2002.
6. ↑  Renunció el 28 de febrero de 2002, la reemplaza Ricardo Carmelo Gómez el 28 de febrero de 2002.
7. ↑  Renunció el 7 de febrero de 2002, la reemplaza Elda Susana Agüero el 28 de febrero de 2002.
8. ↑  Renunció el 23 de marzo de 2000, lo reemplaza Nora Alicia Chiacchio el 23 de marzo de 2000.
9. ↑  Renunció el 1 de febrero de 2002, lo reemplaza Miguel Ángel García Mérida el 28 de febrero de 2002.
10. ↑  Renunció el 4 de febrero de 2002, lo reemplaza Roberto Miguel Saredi el 28 de febrero de 2002.
11. ↑  Falleció el 26 de mayo de 2003, lo reemplaza María José Lubertino el 4 de junio de 2003.
12. ↑  Renunció el 23 de octubre de 2000, la reemplaza Fernando César Melillo el 1 de noviembre de 2000.
13. ↑  Renunció el 20 de febrero de 2002, la reemplaza Rafael Martínez Raymonda el 28 de febrero de 2002.
14. ↑  Renunció el 18 de abril de 2001, lo reemplaza Juan Carlos Lynch el 18 de abril de 2001.
15. ↑  Renunció el 1 de febrero de 2002, lo reemplaza Inés Pérez Suárez el 17 de julio de 2002. Inés Pérez Suárez renunció el 9 de octubre de 2002, la reemplaza Diego Santilli el 9 de octubre de 2002.
16. ↑  Renunció el 9 de diciembre de 2001, lo reemplaza María Teresa Lernoud el 10 de diciembre de 2003.
17. ↑  Renunció el 1 de marzo de 2002, lo reemplaza Elsa Lofrano el 13 de marzo de 2003.
18. ↑  Falleció el 8 de abril de 2003, lo reemplaza Héctor Luis Moray el 8 de mayo de 2003.
19. ↑  Renunció el 9 de diciembre de 2001, lo reemplaza Araceli Estela Méndez de Ferreyra el 10 de diciembre de 2001.
20. ↑  Renunció el 9 de diciembre de 2001, lo reemplaza Jorge Carlos Daud el 10 de diciembre de 2001.
21. ↑  Falleció el 12 de enero de 2003, la reemplaza Argentina Cerdán el 1 de marzo de 2003.
22. ↑  Renunció el 9 de diciembre de 2001, lo reemplaza Julio Carlos Moisés el 10 de diciembre de 2001.
23. ↑  Renunció el 18 de septiembre de 2002, lo reemplaza Horacio Aníbal Fernández el 9 de octubre de 2002.
24. ↑  Renunció el 9 de diciembre de 2001, lo reemplaza Aldo Héctor Ostropolsky el 10 de diciembre de 2001.
25. ↑  Renunció el 18 de abril de 2001, lo reemplaza Elsa Haydee Correa el 18 de abril de 2001.
26. ↑  Renunció el 9 de diciembre de 2001, lo reemplaza Juan Carlos López el 10 de diciembre de 2001.
27. ↑  Falleció el 24 de febrero de 2000, lo reemplaza Hayde Teresa Savron el 24 de febrero de 2000.
28. ↑  Renunció el 9 de diciembre de 2001, lo reemplaza Juilo César Loutaif el 10 de diciembre de 2001.
29. ↑  Renunció el 9 de diciembre de 2001, lo reemplaza Dante Omar Canevarolo el 10 de diciembre de 2001.
30. ↑  Falleció el 24 de febrero de 2000, lo reemplaza Carlos Raúl Iparraguirre el 24 de febrero de 2000.
31. ↑  Falleció el 17 de octubre de 2001, lo reemplaza Alicia Verónica Gutiérrez el 31 de octubre de 2001.
32. ↑  La Cámara de Diputados no le deja asumir, lo reemplaza Roberto Ignacio Lix Klett el 18 de mayo de 2000.

## Boletas en Capital Federal

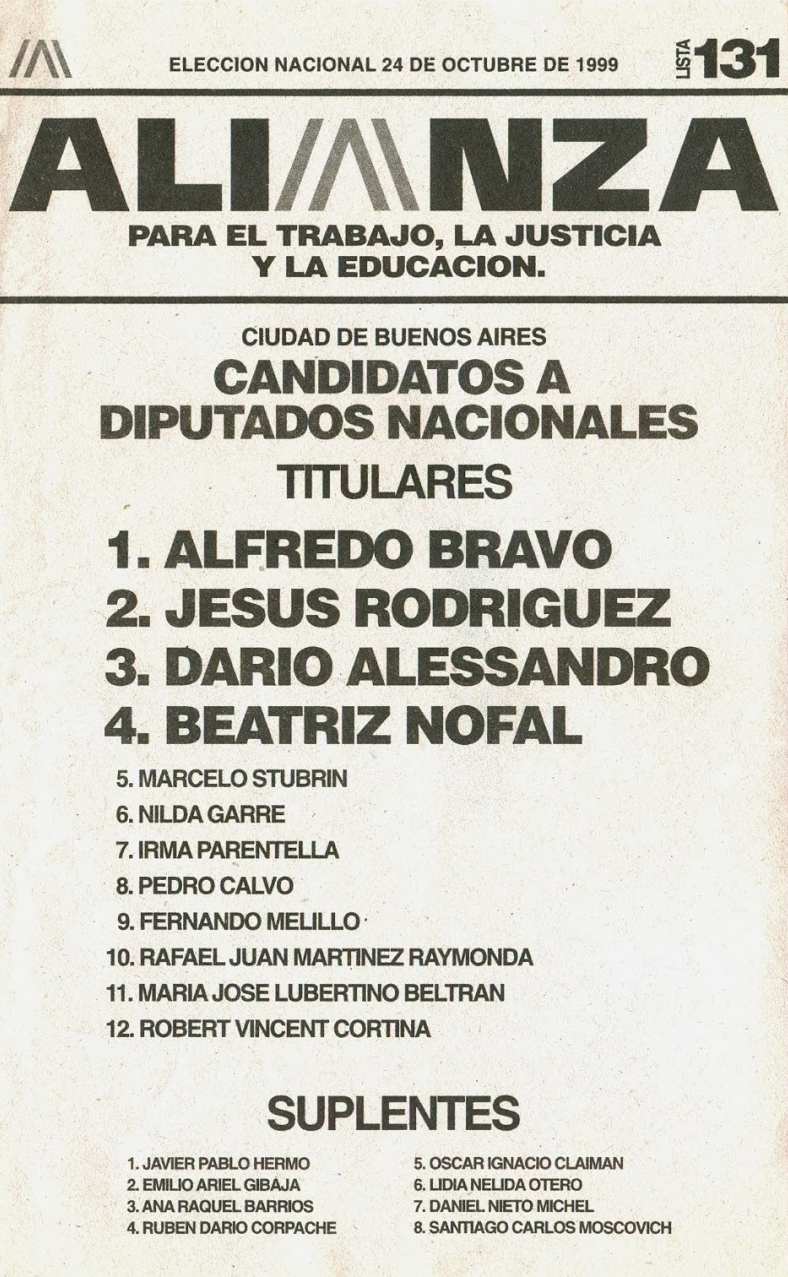
Alianza para el Trabajo, la Justicia y la Educación
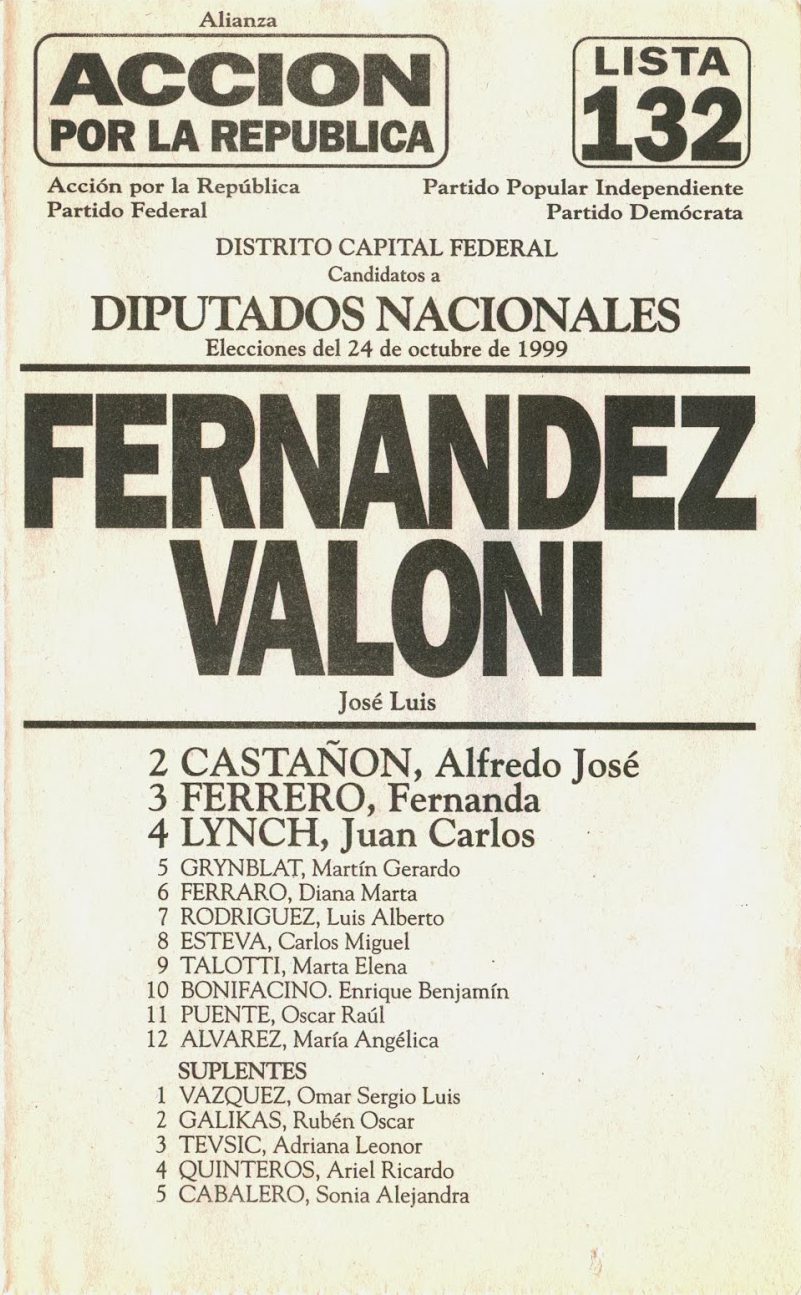
Acción por la República
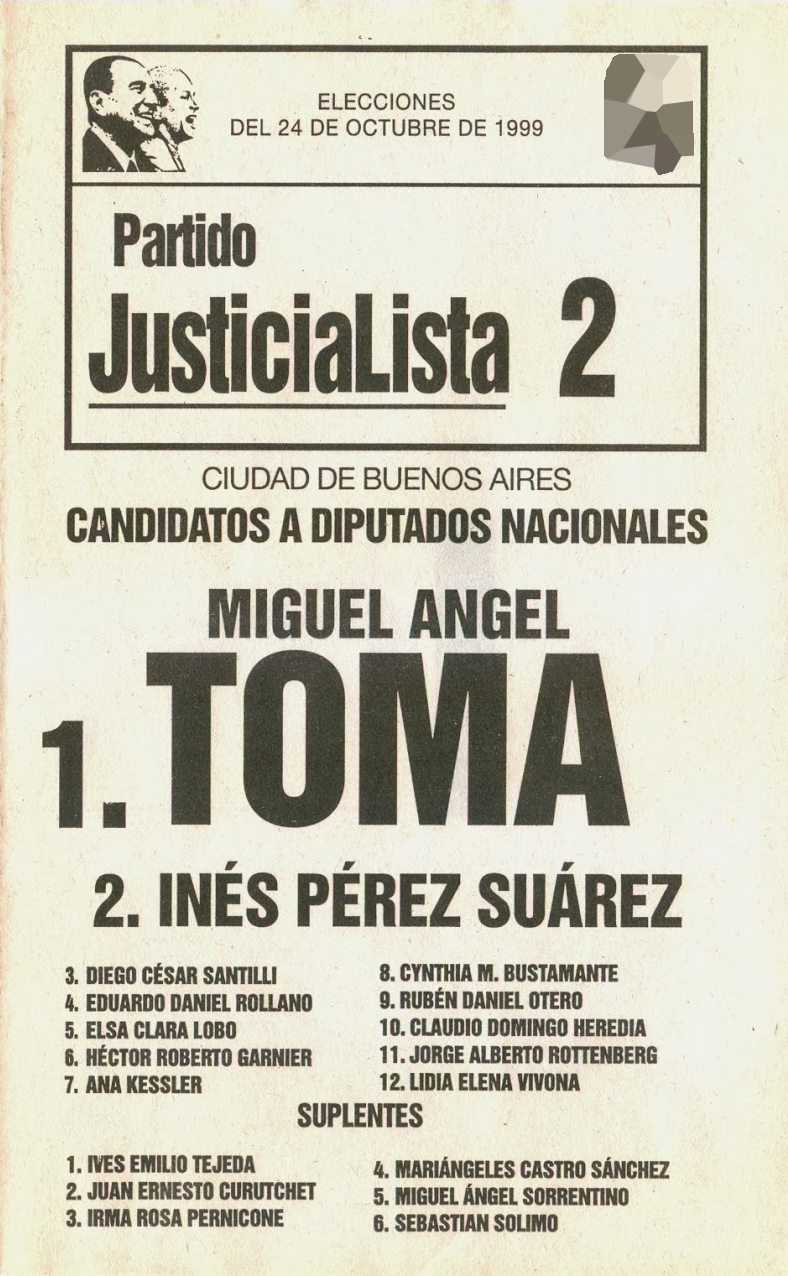
Partido Justicialista
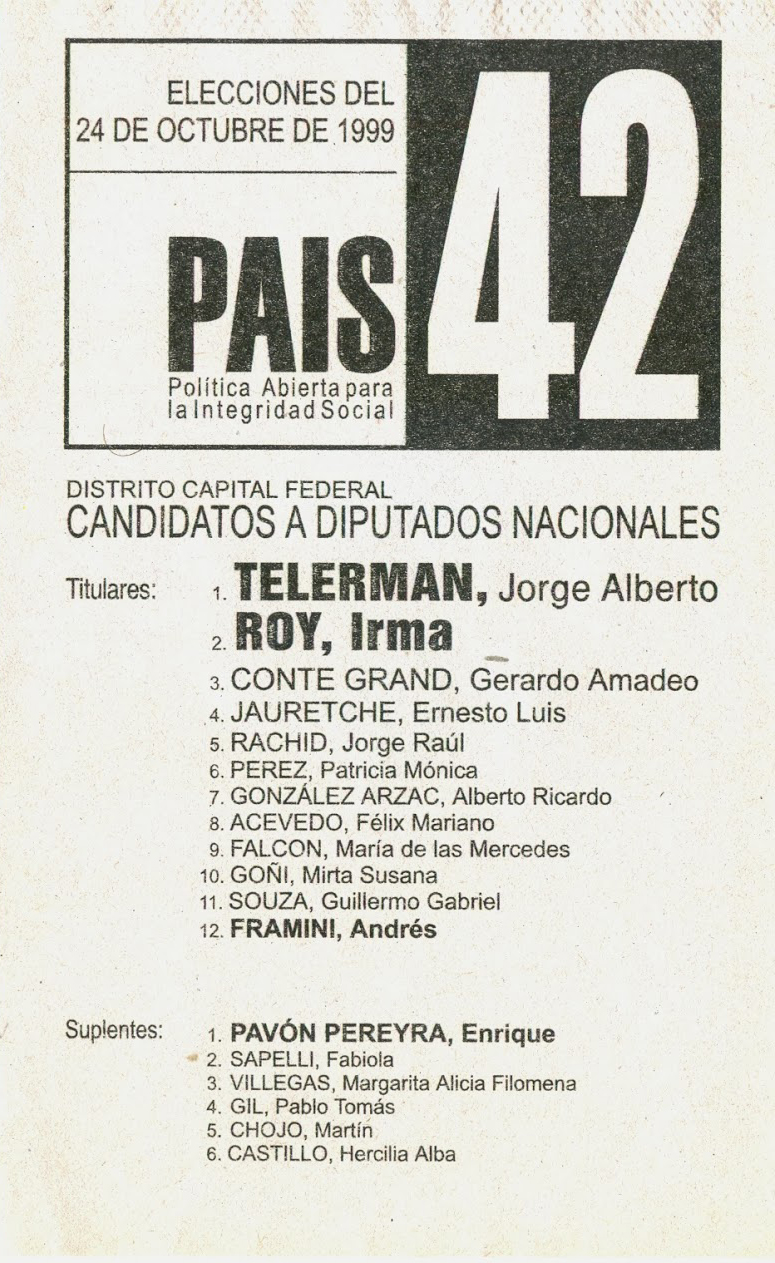
Política Abierta para la Integridad Social
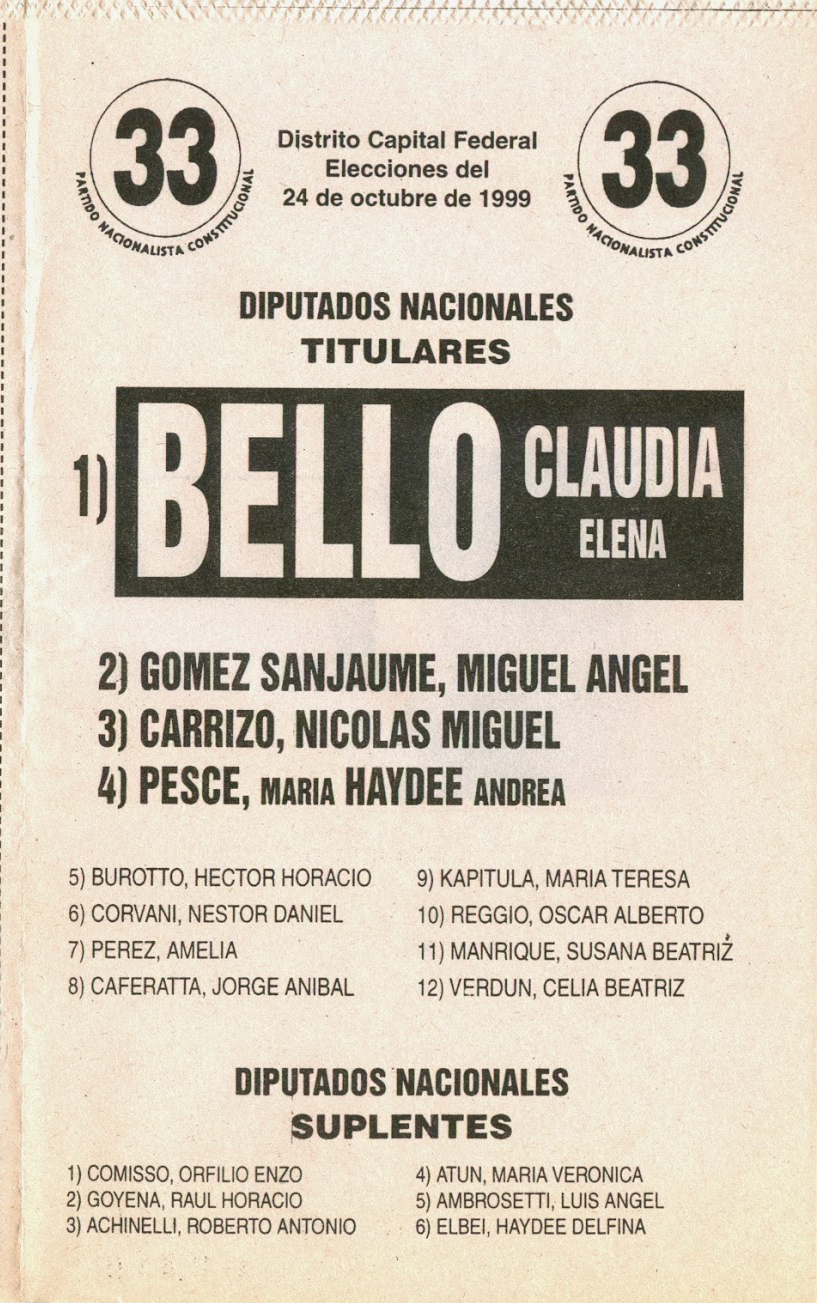
Partido Nacionalista Constitucional
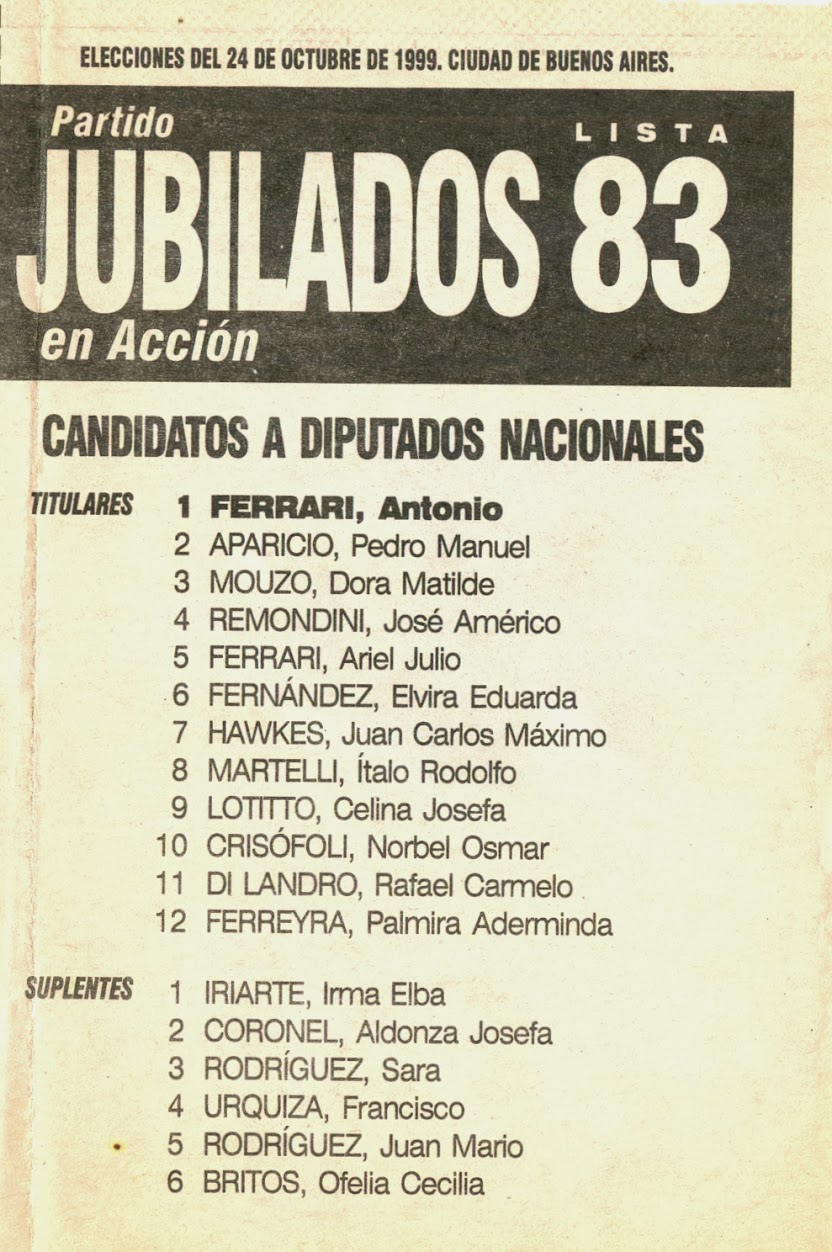
Jubilados en Acción
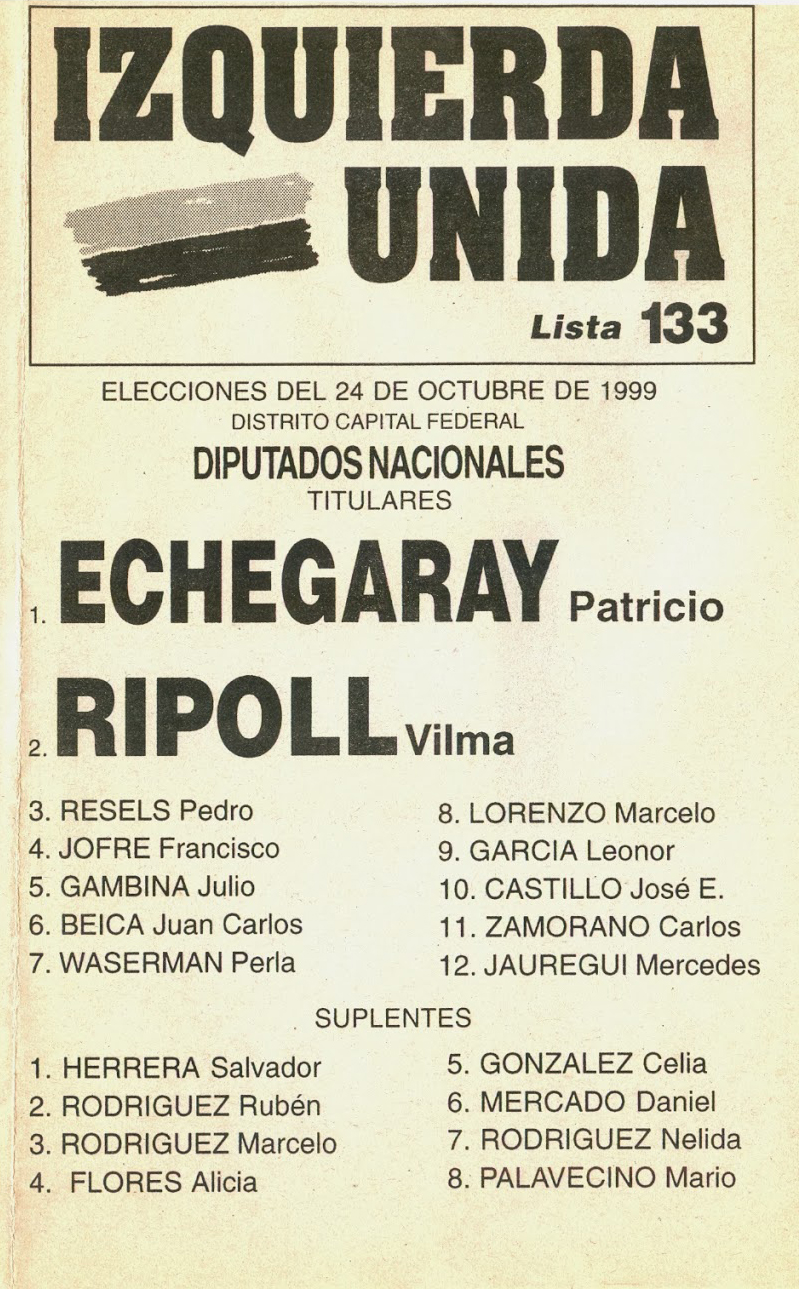
Izquierda Unida
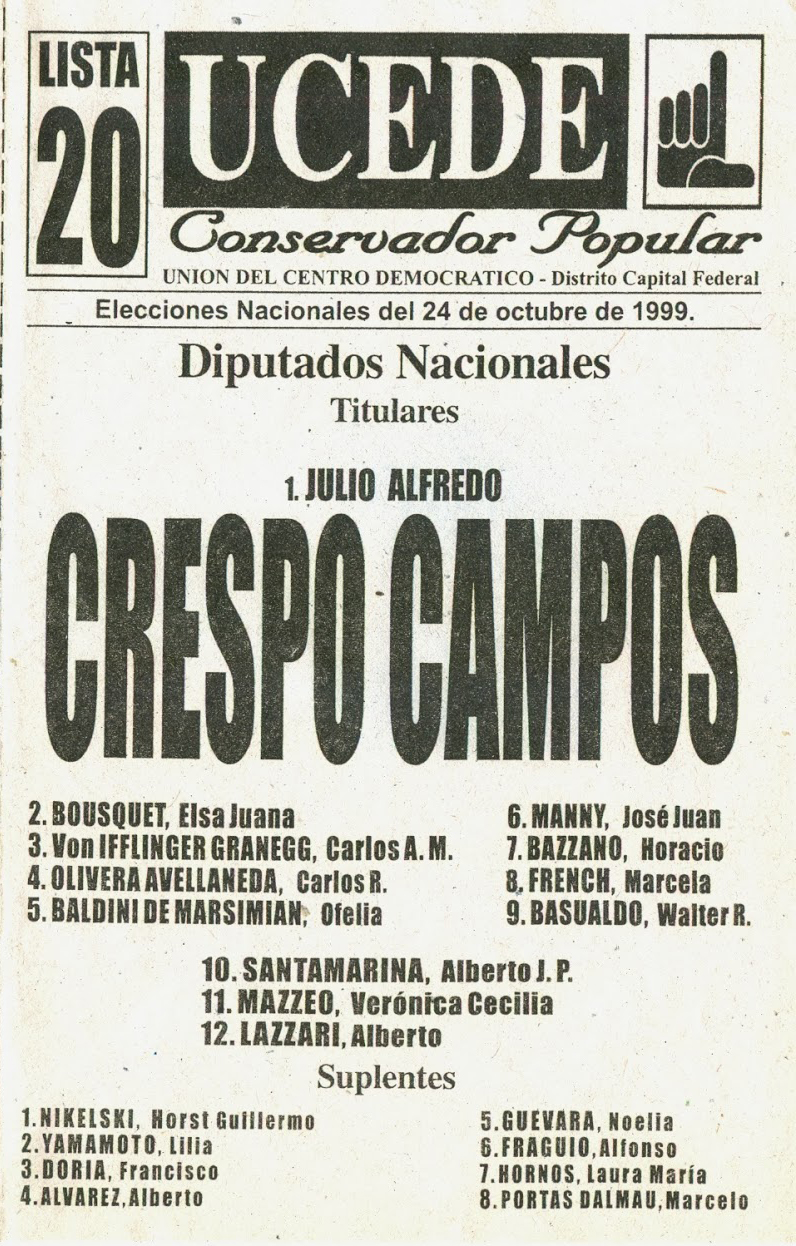
Unión del Centro Democrático
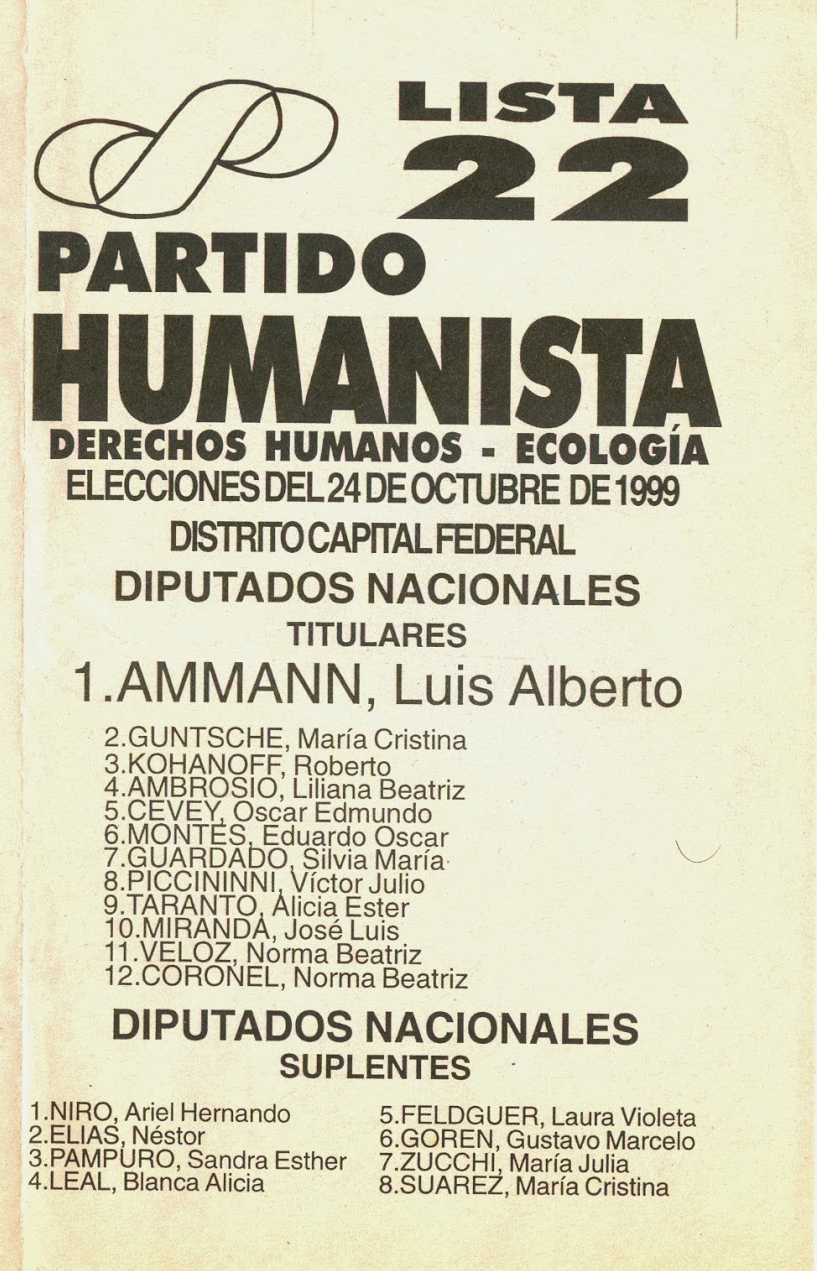
Partido Humanista
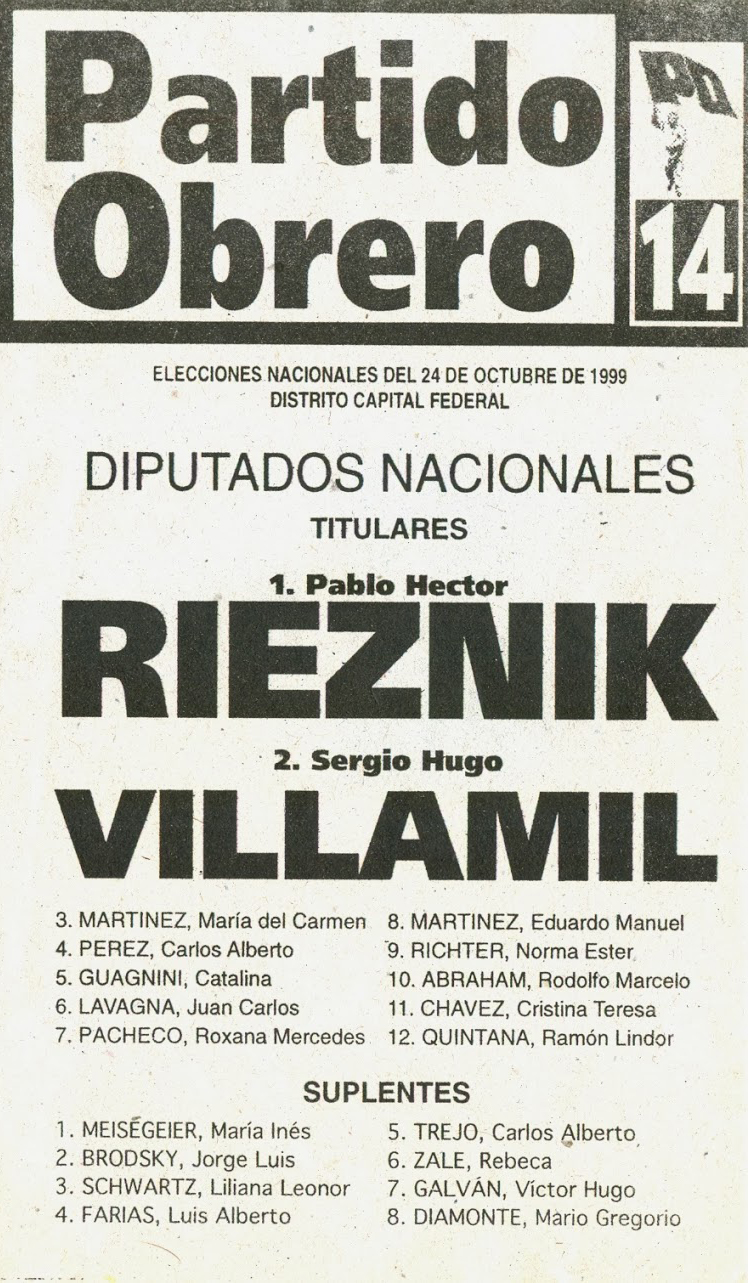
Partido Obrero
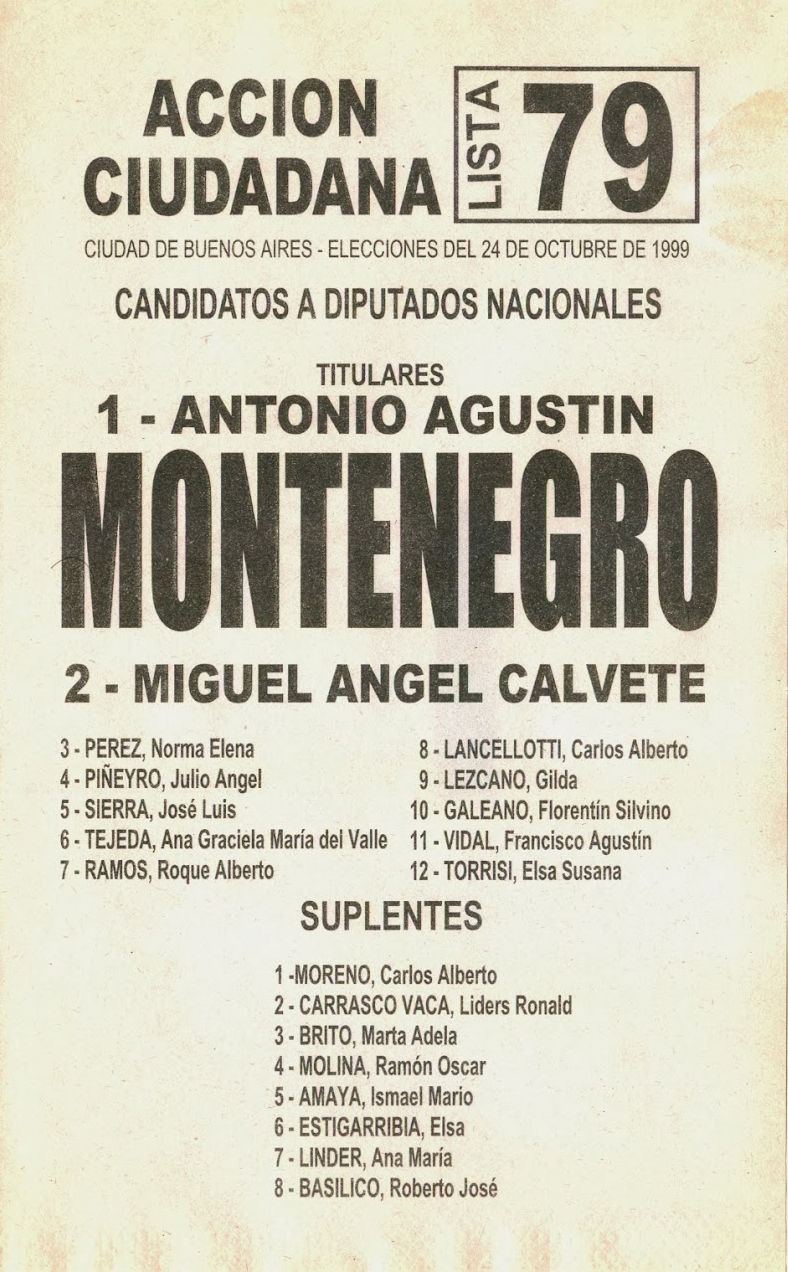
Acción Ciudadana
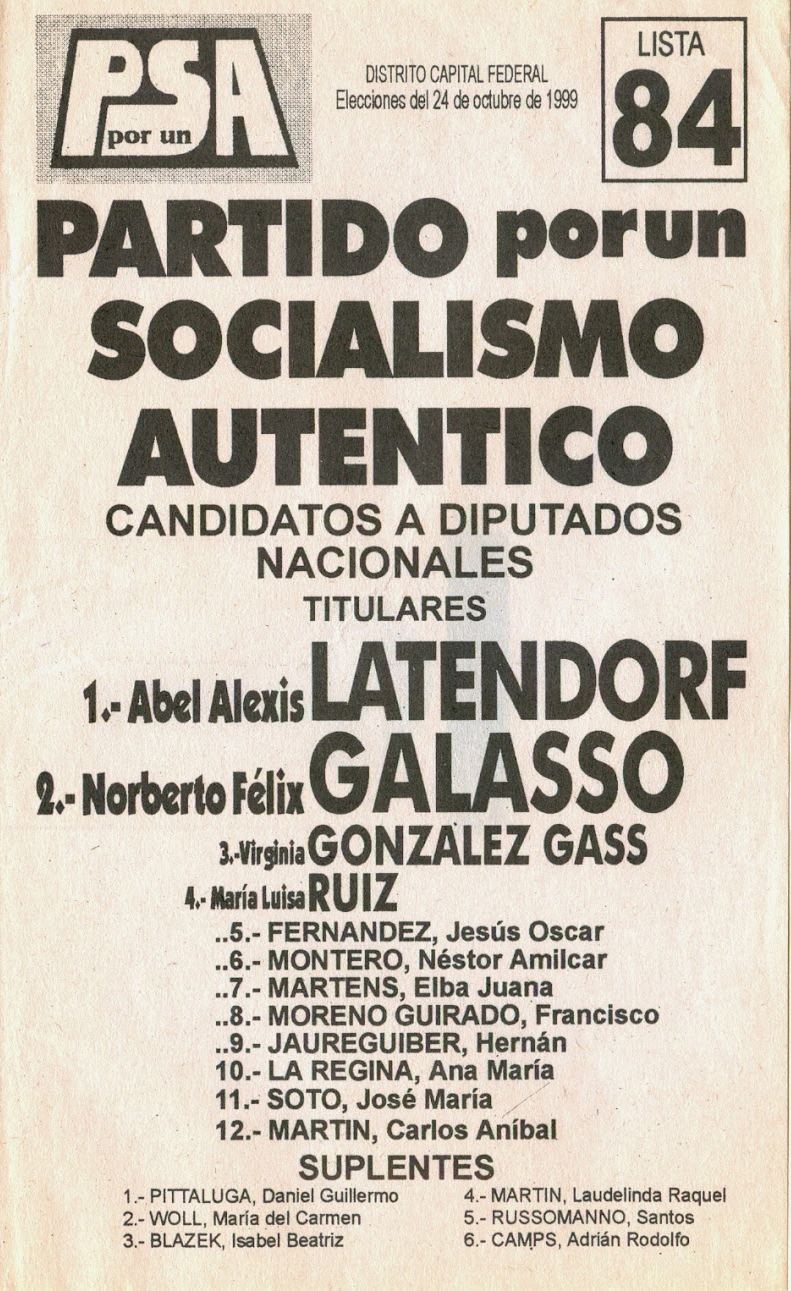
Partido por un Socialismo Auténtico
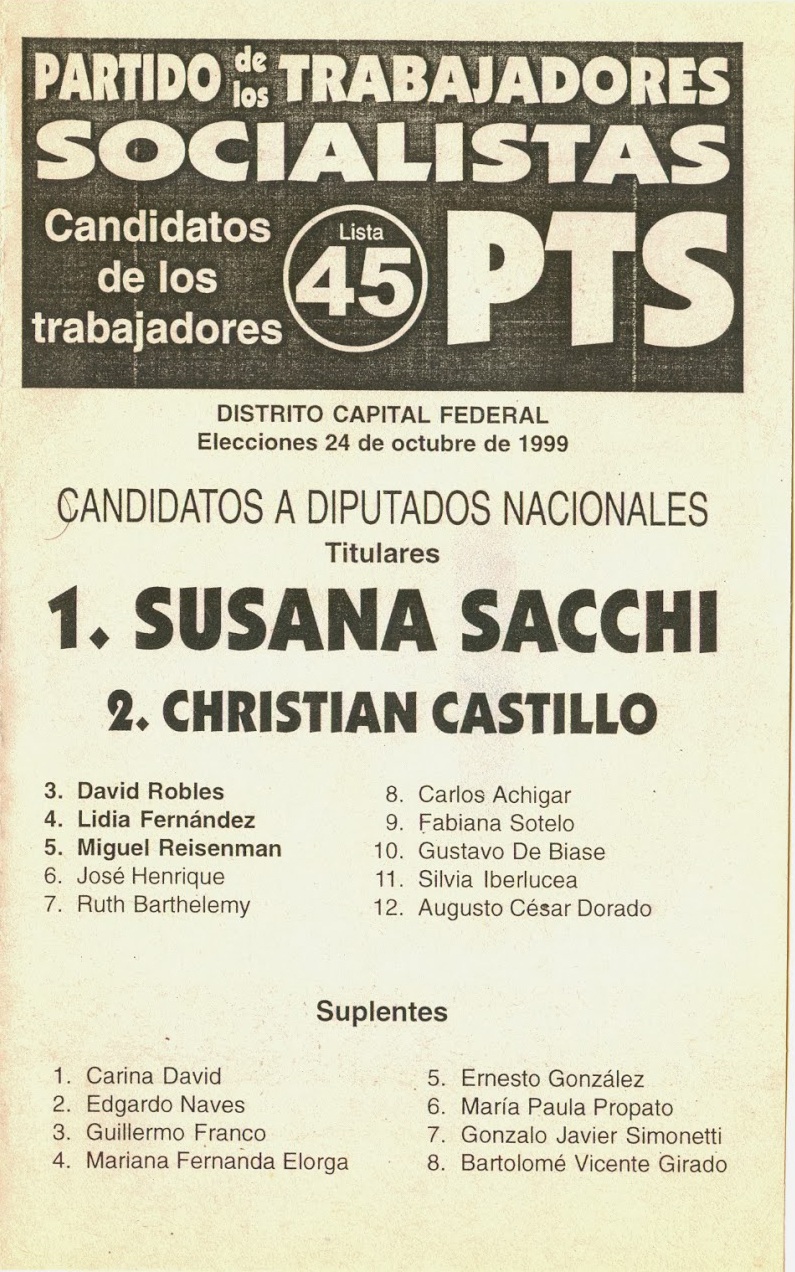
Partido de los Trabajadores Socialistas
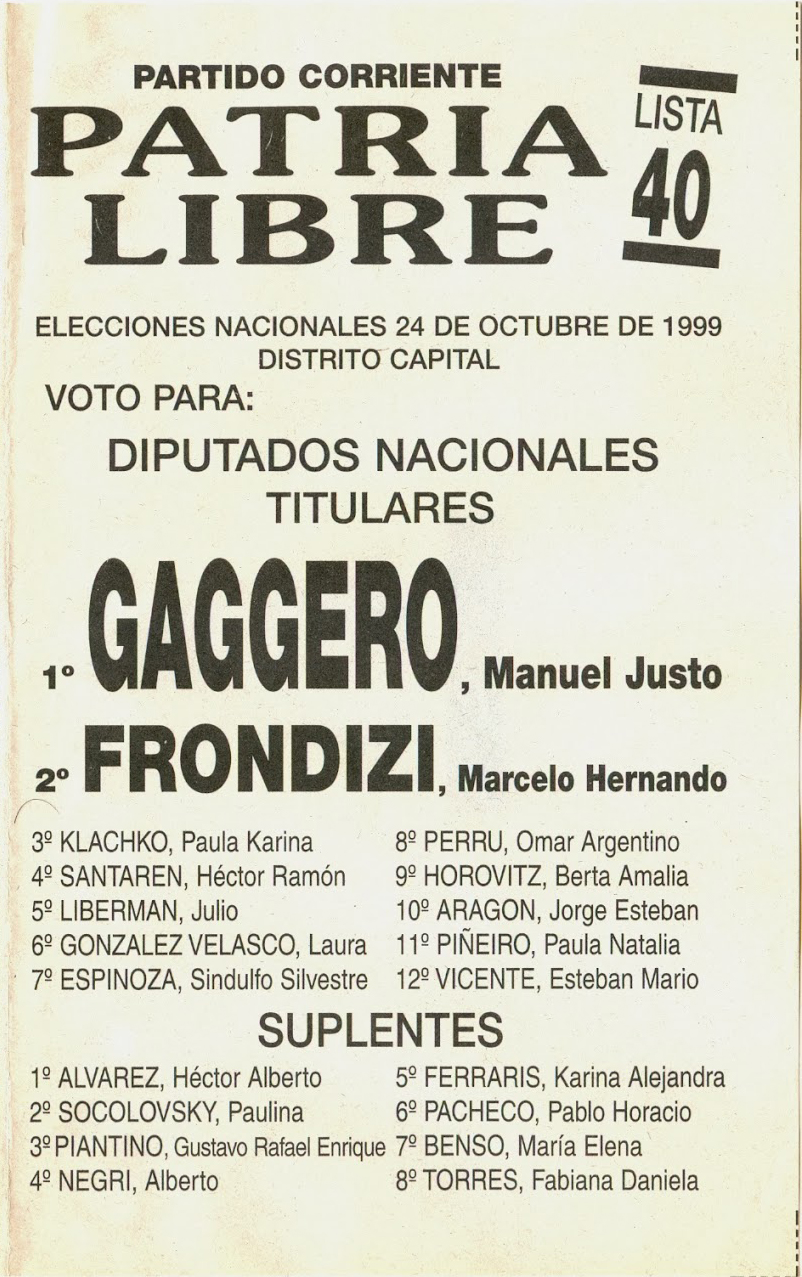
Corriente Patria Libre
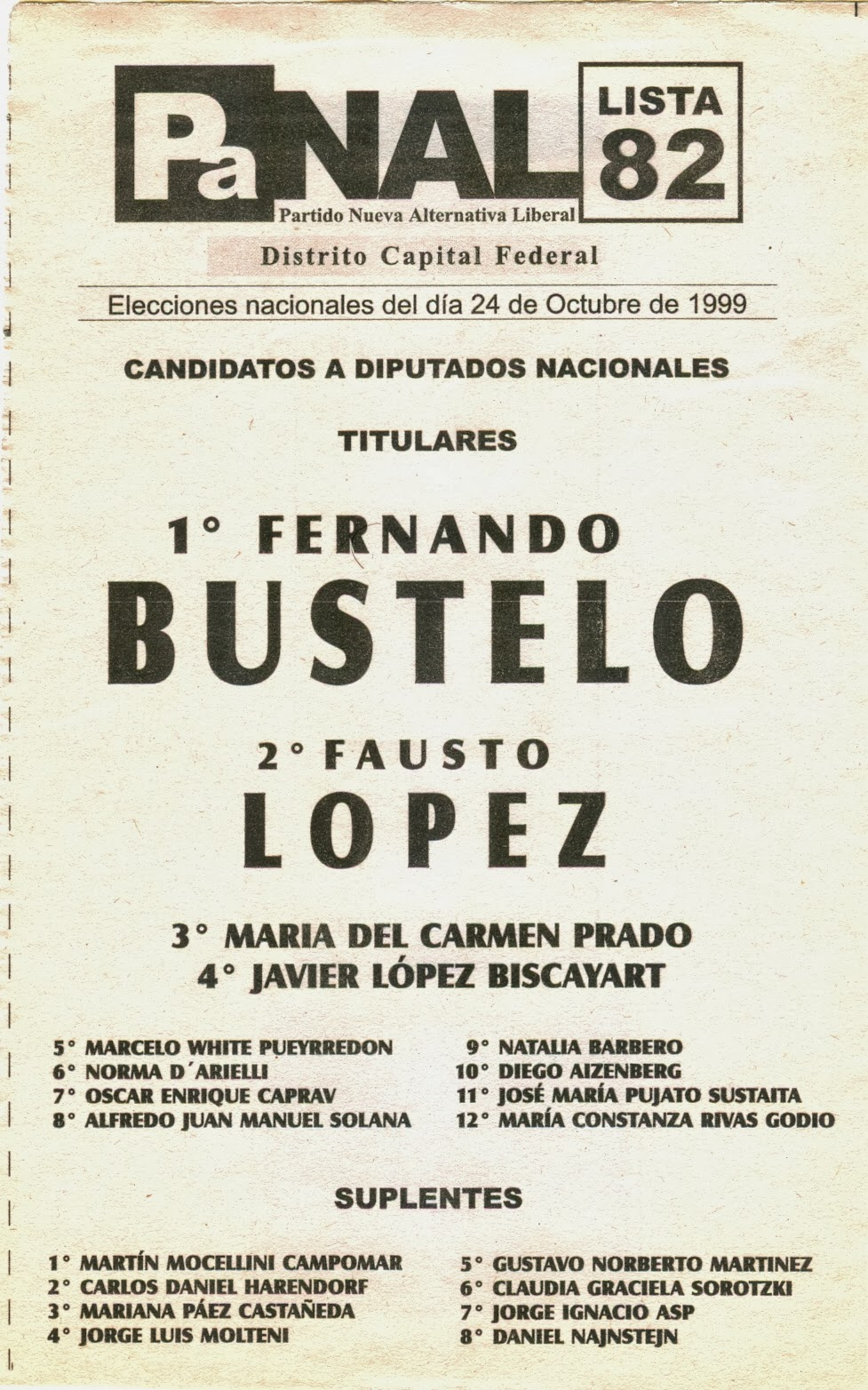
Partido Nueva Alternativa Liberal
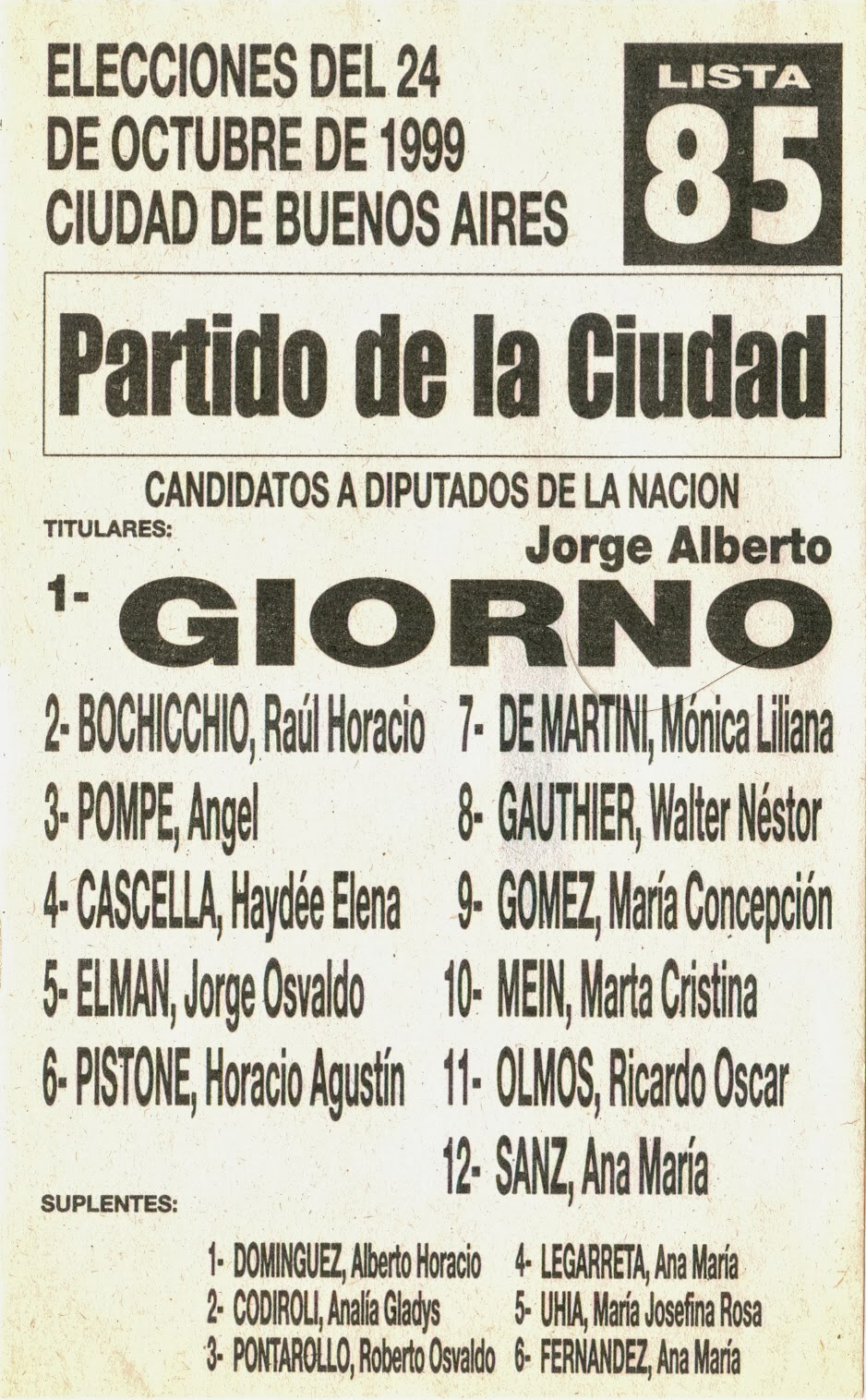
Partido de la Ciudad